# Anomalia d'iridi

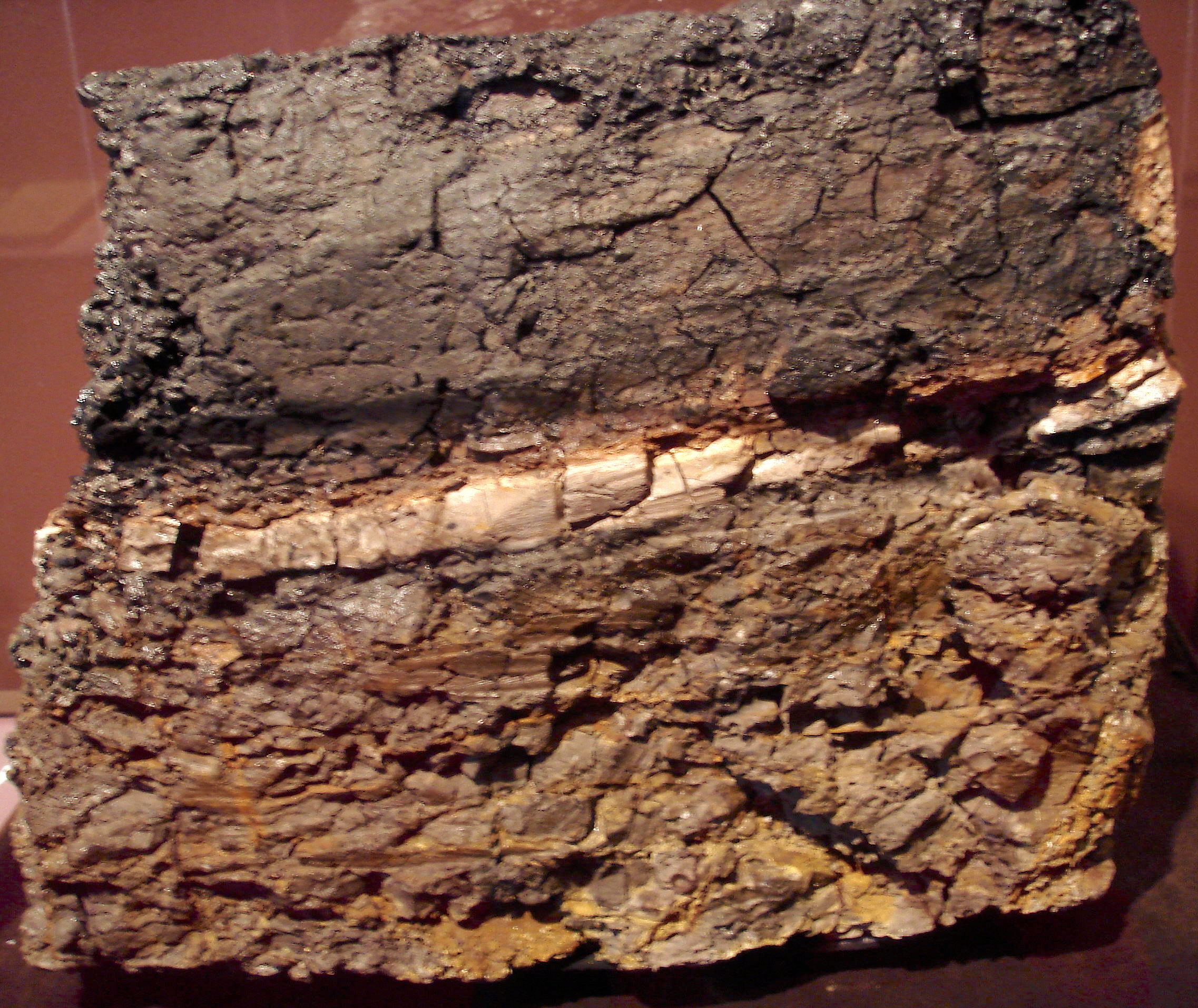
Museu d'Història Natural de Sant Diego. La roca és de Wyoming, EUA.

El terme anomalia d'iridi (de l'anglès iridium anomaly), de forma comuna es refereix a la inusual abundància de l'element químic iridi en una capa d'estrats geològics que sovint es considera una evidència d'un impacte d'un objecte extraterrestre, un bòlid, perquè aquest va ser el cas d'una anomalia en el límit Cretaci-Paleogen (límit sovint abreujat en anglès com ‘’K-Pg boundary’’).
També en la mateixa capa on es troba l'iridi hi ha un increment dels elements químics, crom, cobalt arsènic i or.
L'iridi és un element molt rar en l'escorça terrestre, però a tot el món es troba en una anòmala i alta concentració (100 vegades superior a la normal) en una breu capa d'argila (en el cas de Yucatán d'argila glauconita) que marca el límit entre els períodes del Cretaci i el Paleogen, fa 66 milions d'anys. Aquesta frontera està marcada per un principal esdeveniment d'extinció, que inclou l'extinció dels dinosaures junt amb un 70% de totes les altres espècies. Luis Alvarez i els seus col·laboradors van ser els primers a relacionar l'extinció amb un impacte basant-se en l'observació del fet que l'iridi és molt més abundant als meteorits que a la Terra. Aquesta teoria va ser més tard substanciada per una altra evidència quan es va incloure el descobriment del cràter d'impacte amb un diàmetre estimat d'entre 180 i 280 km, conegut com a Chicxulub, de la Península del Yucatán a Mèxic. Tot i això altres estudis posteriors mostren que l'impacte que va originar el cràter de Chicxulub en realitat va succeir uns 300. 000 anys abans del límit Cretaci-Paleogen i, per tant, no podria haver causat l'extinció dels dinosaures i d'altres animals. Aquest estudi el va fer el programa internacional de perforació (“International Continental Scientific Drilling Program, ICDP”) el qual va extreure l'any 2002 una nova columna de perforació del cràter Chicxulub.
Aquesta investigació i d'altres no posen en dubte que hi va haver un fenomen catastròfic que va afectar la vida a la Terra i que a la vegada van produir l'anomalia d'iridi, però sí que qüestionen que fos coetània amb la formació del cràter Chicxulub.
La localitat tipus d'aquesta anomalia d'iridi és a prop de Raton, Nou Mèxic on es van trobar concentracions d'iridi de 5000 parts per trilió per sobre de les concentracions de base que oscil·len entre 4 i 20 parts per trilió.